# Estación de ferrocarril de Volgogrado
La estación de ferrocarril de Volgogrado, conocida oficialmente como Volgograd I (del ruso: Волгоград I) es la principal estación de tren de Volgogrado y del Óblast de Volgogrado. Está situada en la céntrica plaza de los Luchadores Caídos y opera en servicios de tren de cercanías y de larga distancia.
La estación fue inaugurada en 1862 como estación de Tsaritsyn y es gestionada por el Ferrocarril de Volgogrado, una rama del Ferrocarril Privolzhskaya, filial de RZhD. Volgograd I es una de las estaciones ferroviarias más grandes de Rusia y es el centro de cinco direcciones: Krasnodar, Rostov del Don, Moscú, Saratov y Astracán.

## Historia

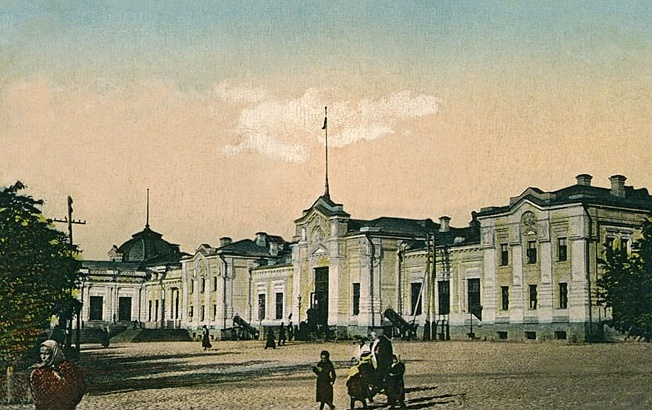
Postal de la estación antes de 1917.

El primer ferrocarril de la ciudad de Tsaritsyn (actual Volgogrado) formaba parte del ferrocarril Volga-Don, construido en 1862, año en el que fue inaugurada la estación de ferrocarril en la ciudad, principalmente a base de madera. En 1871 en el emplazamiento de la actual estación de ferrocarril «Volgogrado-I» se construyó la primera estación de ladrillo.
Tras la invasión alemana de la Unión Soviética, durante la batalla de Stalingrado el edificio fue destruido prácticamente en su totalidad. En el período comprendido entre julio de 1951 a mayo de 1954 se construyó el nuevo edificio de la estación justo en el sitio del antiguo edificio. En 1997 el edificio de la estación de tren fue reconocido como monumento arquitectónico y en 2005 la estructura fue restaurada con motivo del 60.º aniversario del Día de la Victoria.
El 29 de diciembre de 2013, la estación fue el escenario de un atentado suicida en el que 18 personas perdieron la vida.

## Estilo
El edificio es un ejemplo de arquitectura estalinista que fue muy popular en la Rusia soviética desde la década de 1930 hasta la muerte de Stalin en 1950. La estación es un edificio de tres pisos con una torre de planta baja coronada por un capitel. El edificio está hecho de una mezcla de ladrillo y hormigón, mientras que la fachada es de granito ornamentado. Las paredes interiores son principalmente de mármol. El techo está decorado con estuco y varias pinturas de las batallas que tuvieron lugar en la ciudad.